# Thomas Brodie-Sangster
Thomas Brodie-Sangster (Londres, 16 de mayo de 1990) es un actor y actor de voz británico. Influenciado por su familia, comenzó a mostrar interés por la actuación desde temprana edad y con solo once años apareció en dos telefilmes. Después, logró popularidad como actor infantil interpretando a Sam en Love Actually (2003), además de personificar a un joven Adolf Hitler en Hitler: The Rise of Evil. Desde 2007 hasta 2015, dio voz al personaje de Ferb Fletcher en la serie animada Phineas y Ferb.
Comenzó a ganar notoriedad interpretando a Jojen Reed en la serie Game of Thrones y posteriormente a Newt en la saga de películas Maze Runner (2014-2018), con la que fue nominado a varios premios. También interpretó al jugador de ajedrez Benny Watts en la serie Gambito de dama, actuación que le valió una nominación a los Premios Primetime Emmy.

## Biografía y carrera como actor

### 1990-2012: primeros años yPhineas y Ferb

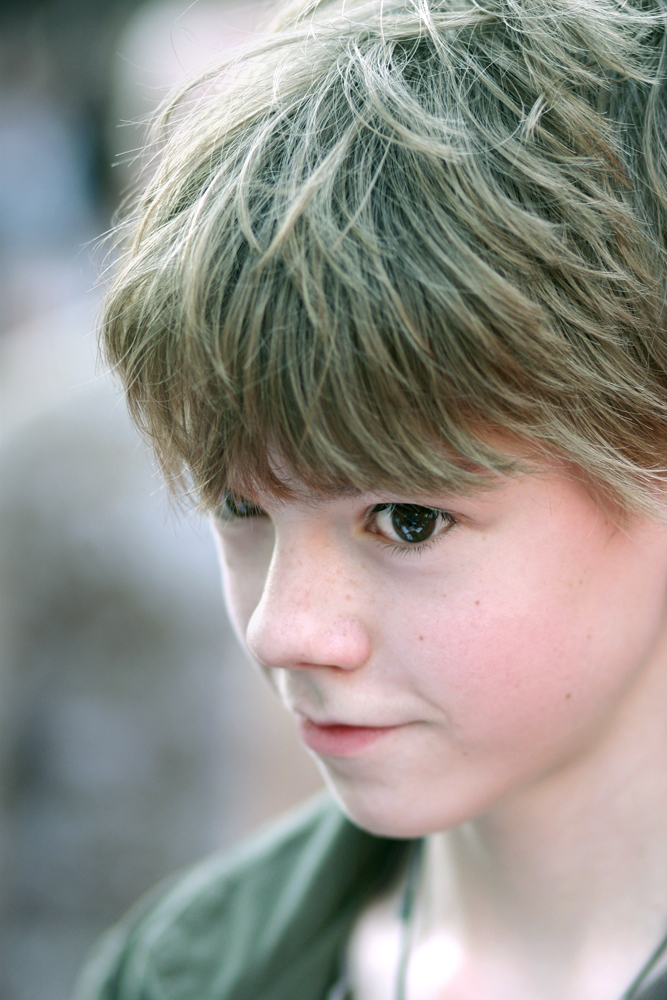
Thomas Brodie-Sangster en 2006.

Thomas Brodie-Sangster nació el 16 de mayo de 1990 en la ciudad de Londres, ubicada en Inglaterra (Reino Unido), siendo el primer hijo de los también actores Mark Sangster y Tasha Bertram; tiene una hermana menor llamada Ava Sangster y es primo segundo del actor Hugh Grant.
Poco se sabe de su infancia, pero desde joven, había mostrado cierto interés por las artes escénicas, en parte influenciado por el trabajo de sus padres y su familia en general. En 2001, con 11 años de edad, hizo su debut como actor apareciendo en telefilmes y cortometrajes hasta que en 2003 interpretó a Sam en la exitosa cinta Love Actually, con la cual obtuvo nominaciones en los Premios Satellite y los Premios Phoenix Film Critics Society. 
En 2005, protagonizó el filme Nanny McPhee con el papel de Simon Brown, actuación que le valió una nominación a los Young Artist Awards como mejor actor protagonista joven. Al año siguiente, creó junto a su madre Brodie Films, una productora que buscaba nuevos talentos británicos, que iban desde guionistas hasta actores y directores. Thomas continuó desarrollando papeles menores y protagonizando pequeñas series hasta que en 2007 fue elegido para hacer la voz en inglés de Ferb Fletcher en la serie animada Phineas y Ferb, la cual más tarde se convirtió en un éxito.
En 2009, apareció en los filmes Bright Star y Nowhere Boy interpretando a Samuel Brawne y a Paul McCartney, respectivamente; ambas actuaciones recibieron comentarios favorables por parte de la crítica. Dos años más tarde, prestó su voz para la primera película de Phineas y Ferb, titulada Phineas y Ferb: A través de la segunda dimensión, y también apareció en Death of a Superhero, un filme irlandés que fue aclamado por la crítica. Otras de sus actuaciones ese año incluyen una aparición en la serie británica Lewis y en las películas Hideaways y Albatross.

### 2013-2018: sagaMaze Runner
En el 2013, el actor dio vida al personaje de Jojen Reed en la serie de televisión de HBO, Game of Thrones, apareciendo de forma recurrente entre la tercera y cuarta temporada. Tras su salida de la serie un año después, fue elegido para interpretar a Newt y formó parte del elenco principal de la película The Maze Runner (2014), adaptación cinematográfica de la novela homónima escrita por James Dashner. El filme se convirtió en un éxito al recaudar 340 millones de dólares estadounidenses y su actuación le valió una nominación a los Teen Choice Awards como actor de película revelación. Tras ello, volvió a interpretar a Newt en las dos secuelas de la película Maze Runner: The Scorch Trials (2015) y Maze Runner: The Death Cure (2018), que también tuvieron una buena recepción en taquilla.
Por otra parte, interpretó a Rafe Sadler en la miniserie británica Wolf Hall, que recibió elogios de la crítica. También dio voz al personaje de John Tracy en la serie animada Thunderbirds Are Go, que se extendió por tres temporadas.

### 2019-actualidad:Gambito de damay proyectos futuros
En 2020, dio vida al personaje de Benny Watts en la miniserie Gambito de dama, producción de Netflix basada en la novela homónima. Su actuación recibió elogios de la crítica y logró una nominación a los Premios Primetime Emmy como mejor actor de reparto en una miniserie o telefilme.

## Vida personal
En julio de 2022 se hizo pública su relación con Talulah Riley, su compañera de reparto en Pistol. Un año después, en julio de 2023, se hizo público su compromiso.

## Filmografía
| Año  | Título                                              | Rol                                   | Notas                 |
| ---- | --------------------------------------------------- | ------------------------------------- | --------------------- |
| 2002 | Mrs. Meitlemeihr                                    | Chico 1                               | Cortometraje          |
| 2003 | Love Actually                                       | Sam                                   | Sin notas adicionales |
| 2005 | Hitler: The Rise of Evil                            | Adolf Hitler (10 años)                | Sin notas adicionales |
| 2005 | Nanny McPhee                                        | Simon Brown                           | Sin notas adicionales |
| 2006 | Molly: An American Girl on the Home Front           | Chico dentro del traje de abeja       | Sin notas adicionales |
| 2006 | Tristán e Isolda                                    | Tristán joven                         | Sin notas adicionales |
| 2007 | La última legión                                    | Romulus Augustus                      | Sin notas adicionales |
| 2009 | Bright Star                                         | Samuel Brawne                         | Sin notas adicionales |
| 2009 | Nowhere Boy                                         | Paul McCartney                        | Sin notas adicionales |
| 2009 | The Alchemistic Suitcase                            | Chico                                 | Cortometraje          |
| 2011 | My Left Hand Man                                    | Samuel Emerson                        | Cortometraje          |
| 2011 | Hideaways                                           | Liam                                  | Sin notas adicionales |
| 2011 | Death of a Superhero                                | Donald Clarke                         | Sin notas adicionales |
| 2011 | Albatross                                           | Mark                                  | Sin notas adicionales |
| 2012 | The Baytown Outlaws                                 | Rob                                   | Sin notas adicionales |
| 2012 | The Ugly Duckling                                   | The Ugly Duckling                     | Cortometraje          |
| 2013 | Orbit Ever After                                    | Nigel                                 | Cortometraje          |
| 2014 | The Maze Runner                                     | Newt                                  | Sin notas adicionales |
| 2014 | Phantom Halo                                        | Samuel Emerson                        | Sin notas adicionales |
| 2015 | Maze Runner: The Scorch Trials                      | Newt                                  | Sin notas adicionales |
| 2015 | Star Wars: Episodio VII - El despertar de la Fuerza | Thanisson/Oficial de La Primera Orden | Sin notas adicionales |
| 2018 | Maze Runner: The Death Cure                         | Newt                                  |                       |

| Año       | Título                                                 | Rol                   | Notas                                            |
| --------- | ------------------------------------------------------ | --------------------- | ------------------------------------------------ |
| 2001      | Station Jim                                            | Henry                 | Telefilme                                        |
| 2001      | The Miracle of the Cards                               | Craig Shergold        | Telefilme                                        |
| 2002      | Stig of the Dump                                       | Barney                | 6 episodios                                      |
| 2002      | Bobbie's Girl                                          | Alan                  | Telefilme                                        |
| 2002      | London's Burning                                       | Stephen               | Temporada 14, episodio 6                         |
| 2003      | Hitler: The Rise of Evil                               | Hitler joven          | Telefilme                                        |
| 2003      | Entrusted                                              | Thomas von Gall       | Telefilme                                        |
| 2003      | Ultimate Force                                         | Gabriel               | Episodio: «What in the Name of God»              |
| 2004      | Feather Boy                                            | Robert Nobel          | 6 episodios                                      |
| 2005      | Julian Fellowes Investigates: A Most Mysterious Murder | John Duff             | Episodio: «The Case of the Croydon Poisonings»   |
| 2007-2015 | Phineas y Ferb                                         | Ferb Fletcher (voz)   | Debut como actor de voz                          |
| 2007      | Doctor Who                                             | Timothy «Tim» Latimer | Episodios «Human Nature» y «The Family of Blood» |
| 2008      | Pinocchio                                              | Lampwick              | Telefilme                                        |
| 2010      | Some Dogs Bite                                         | Casey                 | Telefilme                                        |
| 2011      | Lewis                                                  | Adam Douglas          | Episodio «The Mind Has Mountains»                |
| 2011      | Phineas y Ferb: A través de la segunda dimensión       | Ferb Fletcher (voz)   | Telefilme                                        |
| 2012      | Accused                                                | Jake Murray           | Episodios «Tina's Story» y «Mo and Sue's Story»  |
| 2013-2014 | Juego de tronos                                        | Jojen Reed            | 10 episodios                                     |
| 2014      | American Dad!                                          | Desconocido (voz)     | Episodio «I Ain't No Holodeck Boy»               |
| 2015      | Wolf Hall''                                            | Rafe Sadler           | Miniserie                                        |
| 2015-2020 | Thunderbirds Are Go                                    | John Tracy (voz)      | Elenco principal                                 |
| 2017      | Red Nose Day Actually                                  | Sam                   | Cortometraje                                     |
| 2018      | Godless                                                | Whitey Winn           | Miniserie                                        |
| 2020      | Gambito de dama                                        | Benny Watts           | Miniserie                                        |
| 2022      | Pistol                                                 | Malcolm McLaren       | Miniserie                                        |
| 2023      | The Artful Dodger                                      | Jack Dawkins          | Serie                                            |

## Premios y nominaciones
| Año  | Premiación                           | Nominado por                   | Categoría                                                                 | Resultado | Ref.         |
| ---- | ------------------------------------ | ------------------------------ | ------------------------------------------------------------------------- | --------- | ------------ |
| 2003 | Monte Carlo Television Festival      | Entrusted                      | Mejor actor en una miniserie                                              | Ganador   | [ 3 ]        |
| 2004 | Premios Phoenix Film Critics Society | Love Actually                  | Mejor actuación por un actor joven para un rol protagónico o de reparto   | Nominado  | [ 3 ]        |
| 2004 | Premios Phoenix Film Critics Society | Love Actually                  | Mejor reparto                                                             | Nominado  | [ 3 ]        |
| 2004 | Premios Satellite                    | Love Actually                  | Mejor actuación por un actor de reparto en comedio o musical              | Nominado  | [ 3 ]        |
| 2004 | Young Artist Awards                  | Love Actually                  | Mejor actuación en un filme por un actor de reparto joven                 | Nominado  | [ 3 ]        |
| 2007 | Young Artist Awards                  | Nanny McPhee                   | Mejor elenco joven                                                        | Nominado  | [ 3 ]        |
| 2007 | Young Artist Awards                  | Nanny McPhee                   | Mejor actuación en un filme por un actor protagonista joven               | Nominado  | [ 3 ]        |
| 2008 | Young Artist Awards                  | La última legión               | Mejor actuación en un filme internacional por un actor protagonista joven | Nominado  | [ 3 ]        |
| 2015 | Teen Choice Awards                   | The Maze Runner                | Actor de película revelación                                              | Nominado  | [ 5 ] [ 14 ] |
| 2015 | Teen Choice Awards                   | The Maze Runner                | Mejor química (compartido con Dylan O'Brien)                              | Nominado  | [ 5 ] [ 14 ] |
| 2016 | Teen Choice Awards                   | Maze Runner: The Scorch Trials | Mejor química (compartido con Dylan O'Brien)                              | Ganador   | [ 15 ]       |
| 2021 | Premios Primetime Emmy               | Gambito de dama                | Mejor actor de reparto en una miniserie o telefilme                       | Nominado  | [ 16 ]       |